# Haras du Quesnay
Haras du Quesnay, también conocida como Le Quesnay, fue una  granja de cría de caballos de pura sangre inglés situada en Vauville, a unos 6 km a las afueras de la ciudad de Deauville con una superficie de 300 hectáreas.

## Primeros años
La granja fue construida en 1907 por el deportista americano William Kissam Vanderbilt. Más tarde la vendió al también americano A. Kingsley Macomber, cuyo caballos War Cloud ganó el Preakness Stakes de 1918. Macomber obtuvo otras importantes victorias como el Prix de l'Arc de Triomphe de 1923.
Justo antes y durante la ocupación alemana de Francia en la Segunda Guerra Mundial la yeguada fue abandonada.

## La familia Head

Chaquetilla del Haras du Quesnay

En 1958 la granja fue adquirida por William Head y sus hijos Alec Head y Peter, descendientes de entrenadores que fundaron el English Racing Colony de Chantilly, en Oise. Alec Head llevó a cabo una importante renovación de las instalaciones de la granja para enfocarla en la cría de caballos de carreras y en 1959 alojó al que sería su primer semental en realizar la monta en la yeguada, Lucky Dip. A lo largo de los años, Alec y su mujer Ghislaine Head importaron importantes yeguas de toda Europa y Estados Unidos, convirtiendo al Haras du Quesnay, en una de las yeguadas más importantes de Francia.
Los hijos de Alec Head han sido importantes personalidades dentro de la industria de las carreras de caballos. Su hija Martine, se encargaba de la dirección del Haras, su hijo 
Freddy fue uno de los más importantes jockey así como un gran entrenador, y su hija Criquette Head-Maarek fue una de las mejores entrenadoras de Francia así como la mujer entrenadora que ha obtenido mayores resultados en todo el Mundo. Su nieto Christopher Head, entrenador desde 2018 en Francia, es ya considerado como el mejor entrenador revelación de Francia, habiendo obtenido cinco victorias de Grupo 1 en 2022 y 2023.
La reina Isabel II del Reino Unido ha visitado en tres ocasiones el Haras du Quesnay. La primera vez fue el lunes  en un recorrido por yeguadas francesas. Este viaje privado le llevó también a visitar en Sarthe, el haras du Mesnil, en Orne, el Hipódromo de Deauville, así como la casa de subastas antes de tomar su avión hacia Londres desde el Aeropuerto de Deauville-Saint-Gatien a las 17 horas del mismo día.
La segunda vez que lo visitó fue 20 años después, en 1987, y la tercera vez fue acompañada de su marido el Príncipe Felipe, en junio de 2004, con ocasión del 60 aniversario del Desembarco de Normandía. Esta vez, la pareja real se alojó en el Chateau de Alec Head que anteriormente se había alojado junto a su mujer Ghislaine, en el Castillo de Windsor durante un meeting de Royal Ascot. 

## Sementales
De Haras du Quesnay salieron destacados sementales y yeguas de cría como Sir Gaylord; Dancer's Image, ganador del Derby de Kentucky de 1968; Le Fabuleux, el principal semental de yeguas de cría en Francia en 1980; Arctic Tern; Anabaa; Highest Honor, seis veces mejor semental de Francia; o Numerous, hijo de Mr. Prospector.

## Cese de actividad
En octubre de 2022, meses después de fallecer Alec Head, la yeguada cesa su actividad y pasa a manos del billonario Stéphane Courbit, que había hecho su fortuna gracias a la televisión.